# Paredón 3.ª Sección
Paredón 3.ª Sección es una localidad del municipio de Huimanguillo ubicado en la subregión de la Chontalpa del estado mexicano de Tabasco.

## Geografía
La localidad de Paredón 3.ª Sección se sitúa en las coordenadas geográficas 17°41′40″N 93°22′27″O / 17.694444, -93.374167, a una elevación de 29 metros sobre el nivel del mar.

## Demografía
Según el Conteo de Población y Vivienda 2020, efectuado por el Instituto Nacional de Estadística y Geografía, la localidad de Paredón 3.ª Sección tiene 443 habitantes, de los cuales 213 son del sexo masculino y 230 del sexo femenino. Su tasa de fecundidad es de 2.76 hijos por mujer y tiene 125 viviendas particulares habitadas.
| Gráfica de evolución demográfica de Paredón 3.ª Sección entre 1980 y 2020 |
|                                                                           |
| INEGI.                                                                    |